# Tryphon bidentatus
Tryphon bidentatus är en stekelart som beskrevs av Stephens 1835. Tryphon bidentatus ingår i släktet Tryphon och familjen brokparasitsteklar. Arten är reproducerande i Sverige. Inga underarter finns listade i Catalogue of Life.